# 杉元恒雄
杉元 恒雄（すぎもと つねお、1920年（大正9年）10月15日 - 1997年（平成9年）2月16日）は、日本の税理士、司法書士、政治家。参議院議員（1期）。

## 来歴・人物
1920年、現在の宮城県大和町にて出生。
明治大学専門部商科卒後、杉元会計事務所を設立、税理士、司法書士として活動する。
政界に転じ、神奈川県議会議員から、県議会議長に就任し、党県連幹事長、県経営診断協会理事長、県遺族会副会長などを兼務。
1983年、第13回参議院議員通常選挙に神奈川県選挙区より自由民主党公認で立候補し、初当選。環境政務次官などを務めた。
任期中、体調を崩す。1988年10月24日、自民党神奈川県連は、病気療養中で政治活動が困難と判断し、翌年の参院選をめぐり杉元の出馬とりやめを決めた。1989年、任期満了により参議院議員を1期で退いた。
1991年春の叙勲で勲三等旭日中綬章受章。
1997年2月16日、動脈瘤破裂のため神奈川県横浜市中区の横浜赤十字病院で死去、76歳。死没日をもって正五位に叙される。